# Igarapé (Minas Gerais)
Igarapé is een gemeente in de Braziliaanse deelstaat Minas Gerais. De gemeente telt 33.773 inwoners (schatting 2009).

## Aangrenzende gemeenten
De gemeente grenst aan Betim, Brumadinho, Itatiaiuçu, Juatuba, Mateus Leme en São Joaquim de Bicas.